# 牧場家族
《牧場家族》（英語：The Ranch）是由艾希頓·庫奇、丹尼·馬斯特森、德博拉·温格和山姆·艾略特主演的Netflix情景喜剧系列，于2016年在Netflix上首次播放。故事发生在美国科罗拉多州加里森牧场，讲述了两兄弟经营生意的生活。 第1季分為上下兩季，前後半季皆有10集，全季共20集。前10集在2016年4月1号首播。 2016年4月29日，Netflix宣布續訂第2季。

## 演员
- 艾希頓·庫奇 饰演 Colt Bennett
- 丹尼·馬斯特森 饰演 Jameson “Rooster” Bennett
- 德博拉·温格 饰演 Maggie Bennett
- 山姆·艾略特 饰演 Beau Bennett

### 常设演员
- 伊丽莎·库斯伯特  饰演 Abby
- Kelli Goss  饰演 Heather
- Megyn Price 饰演 Mary
- Kathy Baker 饰演 TBA
- 布莱特·哈里森 饰演 Kenny
- Grady Lee Richmond 饰演 Hank
- Barry Corbin 饰演 Dale

## 集数
两部，每部10集，共20集。

## 回响
牧场农事受到了评论家们褒贬不一的评价。评论聚合网站爛番茄基于19个评论，平均4.8/10的评级，对这个系列评出了47%的支持率。该网站的关键共识是：牧场农事惊人的灵敏度和极强的表演能力让公式化的设置和老套的情节得到提升。 基于18个评价，Metacritic给这个系列打了54分（满分100分），表示平均的评价。 
在Slate杂志的正面评论中，电视剧评论家Willa Paskin对这部剧这样写道：“牧场农事是一部亲共和党的情景喜剧，尽管故事发生在动荡的科罗拉多州，它足够优秀以至于有任何政治立场的人都能很好的观看。在潜移默化中，让你变得宽容。”